# STL Open
STL Open är en årlig serie med travlopp för 4-åriga och äldre varmblod som körs på Solvalla i Stockholm. Första upplagan av loppet kördes 2020, och körs över 2140 meter med autostart. Hästarna samlar poäng i flertalet storlopp under säsongen, däribland alla gulddivisioner, och de tio hästarna med flest poäng startar sedan i finalloppet. Serien ersatte UET Trotting Masters efter att coronaviruspandemin brutit ut.
Förstapris i finalloppet är 750 000 kronor.

## Segrare
| År   | Häst         | Efter       | Körsven          | Tränare          | Tid     | Tvåa               | Trea         |
| ---- | ------------ | ----------- | ---------------- | ---------------- | ------- | ------------------ | ------------ |
| 2022 | Brother Bill | From Above  | Magnus A. Djuse  | Timo Nurmos      | 1.11,1a | Hail Mary          | Esprit Sisu  |
| 2021 | Esprit Sisu  | Ready Cash  | Daniel Wäjersten | Daniel Wäjersten | 1.10,7a | Milliondollarrhyme | Very Kronos  |
| 2020 | Missle Hill  | Muscle Hill | Per Lennartsson  | Daniel Redén     | 1.10,8a | Double Exposure    | Racing Mange |